# App Store
App Store（アップ・ストア）は、Appleが運営するiPhone、iPod touch、iPad向けアプリケーションのダウンロードサービスである。Mac OS X 10.6.6以降を搭載したMacにも同様のサービスがあるが、こちらは Mac App Store を参考のこと。

## 概要
2008年7月10日、iPhone 3G発売とともにサービスを開始し人気を博している。iPhone、iPod touch、iPadのアプリケーションを入手する方法は公式にはApp Storeの利用のみであり、独占的な市場を形成している。世界中の開発者によるアプリケーションが登録されており、無料のアプリケーションも多い。ここで扱われるのは単独のアプリであり、電子書籍はiBooks内のiBookstoreで取り扱う。
App Storeの開設以前、iPhone、iPod touchにアプリケーションをインストールすることは不可能であったが、ハッカー達がiOSのセキュリティホールを利用したJailbreakを行い、独自にアプリケーションをインストールしていた。なお、現在もJailbreakすることで、Cydia から非正規のアプリケーションのダウンロードおよびインストールが可能であるが、この行為をAppleは認めていない。Jailbreakを行っている利用者はマルウェアの標的にされる危険性があり、Appleから問題発生時のサポートを受けられなくなる。
2012年7月時点でアプリケーション数は65万本、サービス開始からの累計ダウンロード数は300億ダウンロードを超えている。2008年7月から2012年3月までの売上は、3割の決済手数料を引いたあとで、累計40億ドル。
App Store はNTTドコモのiモードを研究して作られているという意見がある。

## 沿革
- 2008年7月10日、iPhone 3Gの発売とともにサービスを開始。
- 2009年
  - 1月、ダウンロード数は約5億本突破。アプリケーション数は約1万5,000本[5]。
  - 7月、ダウンロード数は約15億本突破。アプリケーション数は約6万5,000本[6]。
  - 11月、ダウンロード数は約20億本突破。アプリケーション数は約10万本[7]。
- 2010年
  - 2月、コンテンツ規制を強化[8]。
  - 4月、iPad用のiBooksの提供を開始[9]。
  - 6月、ダウンロード数は約50億本突破。アプリケーション数は約20万本[10]。
  - 12月、電子書籍の海賊版が問題化する。
- 2011年
  - 1月22日、ダウンロード数が100億本突破[11]。
  - 7月22日、ダウンロード数が150億本突破[12]。
- 2015年6月、ダウンロード数が1,000億本突破。アプリケーション数は約150万本[13]。
- 2016年
  - 6月、ダウンロード数が1,300億本突破。アプリケーション数は約200万本[14]。
  - 8月17日、App Store、およびApple Music、iTunes、iBooksが日本の大手通信キャリアのau（KDDI・沖縄セルラー電話連合）が提供するau端末の月額料金と合算して支払える「auかんたん決済」を利用した決済に正式対応となった（日本の大手通信キャリアとしては史上初。ただし法人契約は除く）[15]。
- 2017年、アプリ総数は約210万本[注 1]。

## 利用
App StoreはパソコンのiTunes、またはiPhone、iPod touch、iPadの「App Store」アイコンからアクセスできる。前者はiTunes App Storeと呼ばれる場合がある。
iTunes App Storeのトップページには「ニューリリースと注目作品」や「Whats' Hot」「Today」などのコーナーがあり、App Storeが選んだお薦めのアプリケーションが並んでいる。人気アプリは「トップチャート」に掲載される。「有料App」や「無料App」は人気順、「トップセールスApp」は売上高順に配列される。各アプリケーションの詳細ページを開くと、スクリーンショットやカスタマーレビューを見ることができる。
アプリケーションの購入にはApple Accountが必要である。無料アプリケーションのダウンロードは「入手」と呼ばれる。
購入・ダウンロードしたアプリケーションは、原則としてiTunesとiPhone（またはiPod touch、iPad）を同期すれば両方に保存される。ただし削除した場合の挙動は若干異なる。
- iTunesライブラリからアプリケーションを削除したあと、削除したアプリケーションがホーム画面に存在するデバイスと同期した場合は、処理方法を尋ねるダイアログボックスが出現する。「転送」を選ぶとアプリケーションがデバイスからiTunesライブラリに転送されライブラリ上に復活する。「転送しない」を選ぶとデバイスからも完全に削除される。
- デバイス上でアプリケーションを削除したあと、削除したアプリケーションがライブラリに存在するiTunesと同期した場合は、iTunesに表示されたデバイス内のアプリケーションタブにある管理画面で削除したアプリケーションのチェックが自動的に外れ、以後は同期されない。ただしアプリケーション本体はiTunesライブラリに残っているため、前述の管理画面でチェックを入れ直すと、アプリケーションがiTunesライブラリからデバイスに転送され、再び使えるようになる。

## 開発
App Storeは、外部の開発者の出品を受け入れている。
開発者はまずMax OS X v10.5以降のオペレーティングシステムを搭載したIntel Macを保有していることが当初は前提であったが、2012年1月現在ではiOS 5向けのソフトを開発するにはMac OS X v10.6.8以降とXcode 4.2以降が必要である。また、Apple Developer ConnectionにApple Developerとして登録（無料）、その後、年会費99ドル（税込みで8,400円）の「iOS Developer Program」に加入することが必須である。開発に使うMacにiOS SDKをダウンロード・インストールする。必要に応じて動作検証用のiOSをダウンロードしてiTunes経由で実機（iPhone、iPad、iPod touch）にインストールする。
Mac上でXcodeを使ってアプリケーションを作成。iOS Developer Program会員のみアクセスできるウェブサイト「iTunes Connect」でアプリケーションを登録。Appleが行う審査を通過すれば、App Storeに出品される。価格は開発者が自由に設定でき、有料の場合は売上げの3割を手数料・ホスティング料としてAppleが徴収し、残り7割が開発者の取り分となる。

## メリットと問題点
個人開発者や小企業にも一攫千金のチャンスがあるとされ、開発者が急増。2009年9月時点でのAppleの会員制開発者組織「iPhone Developer Program」登録者数は約12万5,000人に及び、スタートとともに、さながらゴールドラッシュの様相を呈した。
この仕組みの長所は以下の通り。
- Androidよりは厳しいが、日本の携帯電話への出品と比べると事前審査が簡易的で、企画段階での事前交渉が不要[21]。
- 外国製のアプリも日本市場に多数入ってくるが、すでに売上げが飽和した日本市場以外に電話機や制度の違いを考えずに販売できる[22]。
- 技術的・倫理的な問題のあるアプリケーションは事前の審査により排除されるため、ユーザーにとっても安心感がある。

問題点・不満点は以下の通り。
- 「In App Purchase（アプリ内課金）のアイテムが最大1,000個」という制限があり、電子書籍アプリにとっては制約が多い[23]。アイテム数の制限は、2010年6月に3,000個、2012年6月に1万個と拡大されている。
- 消費者の利用が短期で、広告モデルが難しい[24]。
- 細かい仕様が不明[25]。
- 審査プロセスの進度にばらつきが大きく、早い場合もあれば遅々として進まないこともある[26]。
- 大量のアプリケーション（2015年6月現在150万以上）に埋没してしまう[25]。
- 単価の低下[27]。
- 大半のアプリが不人気[28]でインストールすらされず、元が取れないと言われ、儲かるのはごく一部という意見もある[29]。
- ベータ版やプレビュー版など未完成状態でのリリースが禁止されており[30]、アプリが完成するまでは審査してもらえない。却下されると修正を迫られ、リリースが遅れ開発費がかさむリスクがある。
- 審査が通って公開したあとも、Appleが公開を取り消すことがある。
- ウェブブラウザはWebKitを使わないといけない、ストリーミングはApple HTTP Live Streamingを使わないといけないなど、技術面でも制約をかけている。そのため、たとえば、標準ブラウザよりも高速なブラウザを作っても公開できず、技術的なイノベーションに抑制をかけている。

2010年2月ごろからアプリケーションの選別（審査基準）が厳しくなり、性的なコンテンツを含んでいたり、非公開APIを使用するなど、技術上問題があるアプリケーションがApp Store上から姿を消した。また、2021年に「アプリのトラッキングの透明性」（ATT）のプロンプトの導入を義務付けたため、導入を拒否した約42万個のアプリがストア上から削除されている。

## 商標か普通名詞か
アマゾンが2011年3月、Android向けに「Amazon Appstore for Android」というサービスを立ち上げると、Appleが商標権の侵害を主張し、アマゾンが「app store」という用語をアプリケーションポータルの名称として使うことを禁止させる裁判所命令を求めた。これに対し、アマゾン側は「app store」は普通名詞に過ぎないと反訴した。
同7月、米連邦裁判所はApple側の要求を却下。しかし、その裁定はあくまで、Apple側が「各種競合ブランドとの間にある混乱の可能性を実証していない」という理由に基づくものであり、「app store」は純粋に汎用的な用語だとするアマゾン側の主張に同意するわけではないともしている。

## 海賊版販売問題
- 2010年11月上旬ごろからApp Storeにおいて、村上春樹や東野圭吾等の小説や漫画を権利者に無断で電子書籍化した海賊版が、Appleの事前審査を通り販売されはじめた。権利者が海賊版の削除要請しても大半が違法配信され続ける、ひとつの海賊版が削除されてもまた新たに（Appleの審査を通り）配信されるなど、Appleの権利侵害行為に対する対応に関して、日本書籍出版協会、日本雑誌協会、日本電子書籍出版社協会、デジタルコミック協議会の4団体は2010年12月14日に声明を発表[34][35]。
著者や出版社以外からの提供は強く疑われるべきものとし、アプリの内容について事前審査（暴力や性的なものなど）しているにもかかわらず明白な著作権侵害行為をチェックしていない、権利侵害が発覚しても削除されず海賊版の販売が続けられている、削除要請窓口や削除手順を公開していない、違法配信によって直接利益を得ているにもかかわらず販売データを公開しないなどの問題点を上げ、「違法行為のほう助であり、それ自体が違法と判断せざるを得ない」と強く非難している[36]。
Appleは「知的所有権を保護する重要性を理解している」と見解を示したうえで、申し立てがあれば対処するが、確認に手間と時間がかかるため、著作権侵害かを事前審査する考えはない（Appleの日本法人の関係者）としている[37]。

- 2012年3月18日、中国の作家団体がApp Storeで著作を無断販売されたとして、Appleに損害賠償を求めた訴訟の請求額が計5,000万元に達したと新華社通信は報じた。Appleは「知財権保護の重要性は理解している」とし、提訴には「適切に対応する」としている[38]。

- 2012年12月28日、App Storeでの海賊版販売に対し中国の作家8人と企業2社によるグループが1,000万元の損害賠償を求めていた裁判で、中国の裁判所はAppleがApp Storeで海賊版の作品を販売したとして、Appleに100万元の賠償金支払いを命じる判決を下した。判決に関してグループの広報担当者は「判決には失望している。作家の中にはたった7,000元しか得られないのもいる。判決は海賊版を助長するシグナルだ」と述べた。Appleは著作権侵害の訴えを「非常に深刻に」受け止めているとし、広報担当者のキャロライン・ウーは「われわれは常に、著作権者の権利を守るためにサービスの向上に努めている」と述べた[39]。

## 類似サービス
- Google Play
- Amazon Appstore
- iアプリ（dマーケット）
- BREW
- S!アプリ
- BlackBerry App World